# Atelierul lui Moș Crăciun

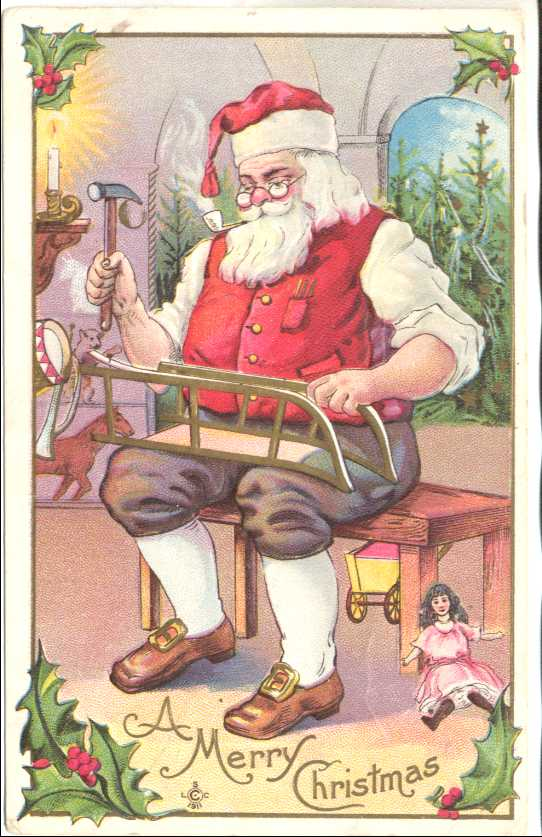

A nu se confunda cu Atelierul lui Moș Crăciun, film scurt din 1932
Atelierul lui Moș Crăciun sau Grota lui Moș Crăciun este locul mitologic în care Moș Crăciun face jucării și cadouri pe care le oferă de Crăciun. În mitologia legată de Moș Crăciun, atelierul este un complex întins situat la Polul Nord sau în Laponia. Aici este locul unde elfii îl ajută pe Moș Crăciun la realizarea și distribuirea cadourilor, de asemenea tot aici este locuința lui Moș Crăciun, a soției sale Crăciunița și locul în care se adăpostesc renii Moșului.
Sub denumirea de Atelierul lui Moș Crăciun se organizează și ateliere de lucru manual pentru copii în apropierea Crăciunului. Un exemplu este cel de la Târgul de Crăciun din Sibiu, unde copii participă la ateliere de brutărie, de biscuiți, de lumânări și de decorațiuni de Crăciun.